# Katharina Eigenmann
Katharina Eigenmann (16 januari 2002) is een Liechtensteins skeletonster.

## Carrière
Eigenmann startte in 2019 in de OMEGA Youth Series Competition, haar eerste wedstrijd was in St. Moritz-Celerina waar ze een tiende plaats haalde. Ze nam voor de rest van het seizoen in die competitie deel. In het seizoen 2019/20 schakelde ze over op de Europe Cup. Ze behaalde achtereen volgens een 23e, 22e en 25e plaats. En eindigde als 37e in het eindklassement gewonnen door Amelia Coltman. Ze nam dat jaar ook deel aan de Jeugd Olympische Winterspelen waar ze een 16e plaats behaalde. In het seizoen 2020/21 nam ze opnieuw deel aan de Europe Cup waar ze 15e werd in het eindklassement. Ze nam in januari 2021 deel aan het wereldkampioenschap voor junioren waar ze achttiende werd en tiende in de U20 categorie. Op het Europees kampioenschap deed ze iets slechter met een 21e plaats en een 14e plaats in de U20 categorie.
Ook in het seizoen 2021/22 nam ze deel aan de Europe Cup maar enkel in twee wedstrijden hierdoor eindigde ze als 24e in het eindklassement. Ze nam ook deel aan de North American Cup waar ze ook aan twee wedstrijden deelnam en 27e werd in het eindklassement. Het grootste deel van het seizoen kwam ze uit in de Intercontinental Cup waar ze 17e werd na deelname in zes wedstrijden. Op het WK voor junioren werd ze 17e en 7e in de U20. In het seizoen 2022/23 nam ze een volledig seizoen deel in de Intercontinental Cup en eindigde als zevende in het eindklassement dat gewonnen werd door Jacqueline Lölling. Ze werd op het WK voor junioren dertiende. In januari 2023 nam ze deel aan het Europees kampioenschap waar ze twaalfde werd net achter de Belgische Aline Pelckmans wat ook haar wereldbekerdebuut was maar niet telde in de wereldbekerstand. Eind januari nam ze ook deel aan het Wereldkampioenschap waar ze 26e werd individueel en 17e in de gemengde competitie aan de zijde van Jean Jacques Buff.
In het seizoen 2023/24 maakte ze in december 2023 haar debuut in een vol wereldbekerseizoen met een 29e plaats in La Plagne. Ze nam voor de rest van het seizoen deel in de wereldbeker en eindigde als 32e. In de ene wedstrijd dat ze deelnam aan de Europe Cup werd ze 24e. Op het EK voor junioren in 2024 werd ze tiende en op het WK voor junioren 14e. Ze nam ook deel aan het EK met een 21e plaats als resultaat en aan het WK waar ze 23e werd. In het seizoen 2024/25 nam ze opnieuw deel aan de Europe Cup en de wereldbeker met een 21e plaats in de Europe Cup en een 40e plaats in de wereldbeker. Ze nam daarnaast deel aan het Europees en wereldkampioenschap voor junioren waar ze 11e en 13e werd. In februari 2025 nam ze nog deel aan het EK waar ze 21e werd.

## Resultaten
| Seizoen | Divisie              | Niv. | #1  | #2  | #3  | #4  | #5  | #6  | #7  | #8  | Punten | Rang |
| ------- | -------------------- | ---- | --- | --- | --- | --- | --- | --- | --- | --- | ------ | ---- |
| 2019/20 | Europe Cup           | III  | 23e | 22e | 25e | –   | –   | –   | –   | –   | 23     | 37e  |
| 2020/21 | Europe Cup           | III  | 15e | 16e | 14e | 19e | 15e | 24e |     |     | 109    | 15e  |
| 2021/22 | Europe Cup           | III  | 14e | 13e | –   | –   | –   | –   | –   | –   | 50     | 24e  |
| 2021/22 | North American Cup   | III  | –   | –   | –   | 17e | 15e | –   | –   | –   | 40     | 27e  |
| 2021/22 | Intercontinental Cup | II   | –   | –   | 20e | 22e | 19e | 16e | 15e | 17e | 243    | 17e  |
| 2022/23 | Intercontinental Cup | II   | 12e | 12e | 10e | 9e  | 8e  | 6e  | 9e  | 9e  | 596    | 7e   |
| 2023/24 | Europe Cup           | II   | –   | –   | –   | 24e | –   | –   | –   | –   | 22     | 43e  |
| 2023/24 | Wereldbeker          | I    | –   | 29e | 31e | 27e | 30e | 32e | 30e | 28e | 158    | 32e  |
| 2024/25 | Europe Cup           | II   | 27e | –   | –   | 19e | 14e | 14e | 15e | 17e | 160    | 21e  |
| 2024/25 | Wereldbeker          | I    | –   | –   | –   | 32e | -   | 31e | 33e | 31e | 66     | 40e  |